# 묘량중앙초등학교
묘량중앙초등학교는 대한민국 전라남도 영광군에 있는 공립 초등학교이다.

## 학교 연혁
- 1944. 06. 01 묘량서 심상 소학교 개교
- 1981. 03. 01 병설유치원 개원
- 1996. 06. 01 묘량중앙초등학교 교명 변경
- 2000. 06. 01 묘량초등학교 중앙분교장으로 격하
- 2004. 09. 01 영광초등학교 묘량분교장으로 교명변경
- 2005. 03. 01 묘량중앙초등학교로 승격
- 2013. 09. 01 제24대 장용옥 교장 부임
- 2014. 02. 14 제64회 졸업(3,811명)
- 2014. 03. 01 무지개학교 지정
- 2016. 12. 06 기초학습 부진아 완전구제 교육감 인증

- 2016. 12. 26 전남 교육과정 우수학교 교육감상 수상
- 2017. 03. 01 도서토론수업 선도학교 지정
- 2017.11.23 인성교육 실천사례연구대회 우수학교 교육감상 수상

## 참고 자료
- 묘량중앙초등학교 - 한국교육학술정보원 학교알리미